# Bobby Russell
Bobby Russell (né le 9 mars 1978 à Surrey, dans la province de la Colombie-Britannique au Canada) est un joueur de hockey sur glace. Il évoluait au poste d’ailier droit.

## Biographie

### Carrière junior
Bobby dispute la saison 1994-1995 avec les Outlaws de Royal City, dans la Ligue de hockey de la Colombie-Britannique. Il y dispute trois matchs et obtient deux aides.
De 1995 à 1998, il dispute le championnat de la Ligue de hockey de l'Ouest, avec les Winter hawks de Portland. En trois saisons, il cumule un total de cent-nonante-quatre matchs de saison régulière et vingt-neuf matchs de Série éliminatoire. Lors de la saison 1997-1998, il remporte la Coupe du Président et la Coupe Memorial avec les Winter hawks.

### Carrière professionnelle
En octobre 1998, il s’engage avec les Predators de Nashville, mais se rapporte directement à leur club école, les Admirals de Milwaukee dans la Ligue internationale de hockey. Il y dispute trente et un matchs avant de se voir rétrograder dans le club affilié des Admirals de Hampton Roads en ECHL.
Lors de la saison 2000-2001, les Admirals de Hampton Roads voient leur franchise changer de ligue et se rapporter à la Ligue américaine de hockey sous le nom des Admirals de Norfolk, Bobby dispute deux matchs en LAH, avant de se voir rétrograder en ECHL dans leur club affilié, les Bandits de Jackson. Lors des séries éliminatoires pour la Coupe Calder, il se voit prêter pour un match aux Flames de Saint-Jean et ces derniers soulevant le trophée, il se voit inscrire au palmarès des vainqueurs de la coupe.
De retour dans le contingent des Admirals de Norfolk, il joue la saison 2001-2002 en LAH.
En octobre 2002, il s’engage avec les Nailers de Wheeling en ECHL, il dispute trente-sept matchs pour eux et vingt-six matchs pour leur club parent, les Penguins de Wilkes-Barre/Scranton en LAH.
Pour la saison 2003-2004, il s’engage avec les Admirals de Norfolk, mais est rétrogradé après trente-huit matchs dans leur club affilié, le Pride de Florence en ECHL. Avant la fin de la saison, il est échangé aux Titans de Trenton avec qui il dispute les six derniers matchs de la saison d’ECHL.
La saison suivante, il s’engage avec les Steelheads de l'Idaho, avec qui il dispute septante-deux matchs de saison régulière en ECHL, avant d’être sorti en huitième de finale de la Coupe Kelly.
De 2005 à 2008, il va tenter sa chance en Europe. Il dispute la saison 2005-2006 avec les Brûleurs de Loups de Grenoble dans la Ligue Magnus, puis la saison 2006-2007 avec le HC Fassa en Serie A et enfin il commence la saison 2007-2008 avec le HC Val Pusteria Wolves avant de se voir transférer au SG Cortina.
Il revient aux États-Unis pour disputer une dernière saison en 2008-2009, avec les Bucks de Laredo dans la Ligue centrale de hockey, puis prend sa retraite sportive.

## Statistiques
| Saison    | Équipe                            | Ligue          |    | Saison régulière | Saison régulière | Saison régulière | Saison régulière | Saison régulière |    | Séries éliminatoires | Séries éliminatoires | Séries éliminatoires | Séries éliminatoires | Séries éliminatoires |
| Saison    | Équipe                            | Ligue          | PJ | B                | A                | Pts              | Pun              | PJ               | B  | A                    | Pts                  | Pun                  |                      |                      |
| 1994-1995 | Outlaws de Royal City             | LHCB           | 3  | 0                | 2                | 2                | 0                |                  |    |                      |                      |                      |                      |                      |
| 1995-1996 | Winter hawks de Portland          | LHOu           | 50 | 6                | 5                | 11               | 11               | 7                | 1  | 0                    | 1                    | 8                    |                      |                      |
| 1996-1997 | Winter hawks de Portland          | LHOu           | 72 | 32               | 46               | 78               | 49               | 6                | 1  | 4                    | 5                    | 6                    |                      |                      |
| 1997-1998 | Winter hawks de Portland          | LHOu           | 72 | 32               | 43               | 75               | 51               | 16               | 10 | 6                    | 16                   | 22                   |                      |                      |
| 1997-1998 | Winter hawks de Portland          | Coupe Memorial | 4  | 5                | 2                | 7                | 4                |                  |    |                      |                      |                      |                      |                      |
| 1998-1999 | Admirals de Milwaukee             | LIH            | 31 | 3                | 3                | 6                | 8                |                  |    |                      |                      |                      |                      |                      |
| 1998-1999 | Admirals de Hampton Roads         | ECHL           | 44 | 15               | 8                | 23               | 25               | -                | -  | -                    | -                    | -                    |                      |                      |
| 1999-2000 | Admirals de Hampton Roads         | ECHL           | 60 | 15               | 27               | 42               | 18               | 10               | 3  | 4                    | 7                    | 19                   |                      |                      |
| 2000-2001 | Admirals de Norfolk               | LAH            | 2  | 0                | 0                | 0                | 0                |                  |    |                      |                      |                      |                      |                      |
| 2000-2001 | Bandits de Jackson                | ECHL           | 69 | 38               | 30               | 68               | 44               | 5                | 0  | 2                    | 2                    | 4                    |                      |                      |
| 2000-2001 | Flames de Saint-Jean              | LAH            | -  | -                | -                | -                | -                | 1                | 0  | 0                    | 0                    | 0                    |                      |                      |
| 2001-2002 | Admirals de Norfolk               | LAH            | 61 | 5                | 7                | 12               | 20               | -                | -  | -                    | -                    | -                    |                      |                      |
| 2002-2003 | Penguins de Wilkes-Barre/Scranton | LAH            | 26 | 4                | 3                | 7                | 14               |                  |    |                      |                      |                      |                      |                      |
| 2002-2003 | Nailers de Wheeling               | ECHL           | 37 | 26               | 13               | 39               | 38               | -                | -  | -                    | -                    | -                    |                      |                      |
| 2003-2004 | Admirals de Norfolk               | LAH            | 38 | 1                | 2                | 3                | 16               |                  |    |                      |                      |                      |                      |                      |
| 2003-2004 | Pride de Florence                 | ECHL           | 20 | 6                | 11               | 17               | 16               |                  |    |                      |                      |                      |                      |                      |
| 2003-2004 | Titans de Trenton                 | ECHL           | 6  | 0                | 1                | 1                | 12               | -                | -  | -                    | -                    | -                    |                      |                      |
| 2004-2005 | Steelheads de l'Idaho             | ECHL           | 72 | 26               | 37               | 63               | 28               | 4                | 1  | 1                    | 2                    | 2                    |                      |                      |
| 2005-2006 | Brûleurs de Loups de Grenoble     | Ligue Magnus   | 26 | 12               | 14               | 26               | 28               | 7                | 2  | 6                    | 8                    | 16                   |                      |                      |
| 2006-2007 | HC Fassa                          | Serie A        | 27 | 15               | 17               | 32               | 52               | 8                | 3  | 6                    | 9                    | 4                    |                      |                      |
| 2007-2008 | HC Val Pusteria Wolves            | Serie A        | 1  | 0                | 0                | 0                | 2                |                  |    |                      |                      |                      |                      |                      |
| 2007-2008 | SG Cortina                        | Serie A        | 14 | 8                | 6                | 14               | 10               | 11               | 6  | 5                    | 11                   | 20                   |                      |                      |
| 2008-2009 | Bucks de Laredo                   | LCH            | 44 | 9                | 27               | 36               | 54               | 6                | 3  | 1                    | 4                    | 8                    |                      |                      |

## Transactions
Le 28 octobre 1998, il signe son premier contrat professionnel avec les Predators de Nashville.
Le 30 juillet 2002, il est échangé par les Bandits de Jackson aux Nailers de Wheeling. En retour, les Bandits acquièrent les droits pour l’attaquant Edouard Perchine et le gardien Tyler MacKay.
Le 7 octobre 2003, il s’engage avec un contrat d’essai auprès des Admirals de Norfolk, qu’il prolonge le 29 novembre 2003. Le 9 janvier 2004, les Admirals annulent son contrat d’essai et l’assigne à leur club école, le Pride de Florence.
Le 16 mars 2004, il est échangé par le Pride, en compagnie de Scott Kirton aux Titans de Trenton. En retour, le Pride obtient des considérations futures.

## Récompenses
- 1997-1998 : vainqueur de la Coupe du Président avec les Winter hawks de Portland[2]

- 1997-1998 : vainqueur de la Coupe Memorial avec les Winterhawks de Portland|Winter hawks de Portland[2]

- 2000-2001 : vainqueur du Coupe Calder avec les Flames de Saint-Jean[2]